# Galina Kulakova
Galina Alekseevna Kulakova (cirillico Галина Алексеевна Кулакова; Logači, 29 aprile 1942) è un'ex fondista sovietica.
In seguito alla dissoluzione dell'Unione Sovietica, nel 1991 ha assunto la nazionalità russa.

## Biografia
Considerata la miglior fondista degli anni settanta, ha detenuto il primato del maggior numero di medaglie vinte alle Olimpiadi fino all'ampliamento del programma femminile, negli anni ottanta. In carriera prese parte a quattro edizioni dei Giochi olimpici invernali, Grenoble 1968 (2ª nella 5 km, 6ª nella 10 km, 3ª nella staffetta), Sapporo 1972 (1ª nella 5 km, 1ª nella 10 km, 1ª nella staffetta), Innsbruck 1976 (squalificata nella 5 km, 3ª nella 10 km, 1ª nella staffetta) e Lake Placid 1980 (6ª nella 5 km, 5ª nella 10 km, 2ª nella staffetta) e a cinque dei Campionati mondiali, vincendo dieci medaglie. La squalifica nella 5 km di Innsbruck fu dovuta alla positività riscontrata in un controllo antidoping: risultò che la Kulakova aveva assunto efedrina attraverso uno spray nasale utilizzato prima della partenza. La sciatrice venne esclusa dalla classifica di quella gara, dove era risultata terza, ma il CIO non la squalificò e limitò i suoi provvedimenti a un'ammonizione che non le impedì di completare il programma olimpico.
Accanto ai successi olimpici e iridati la Kulakova vinse anche la prima edizione, non ufficiale, della Coppa del Mondo di sci di fondo (1978-1979) e 39 titoli nazionali; per due volte, nel 1970 e nel 1979, s'impose nella 10 km del Trofeo Holmenkollen. Pose fine alla sua carriera sportiva nel 1982.

## Palmarès

### Olimpiadi
- 8 medaglie, valide anche ai fini iridati:
  - 4 ori (5 km, 10 km, staffetta a Sapporo 1972; staffetta a Innsbruck 1976)
  - 2 argenti (5 km a Grenoble 1968; staffetta a Lake Placid 1980)
  - 2 bronzi (staffetta a Grenoble 1968; 10 km a Innsbruck 1976)

### Mondiali
- 10 medaglie, oltre a quelle conquistate in sede olimpica e valide anche ai fini iridati:
  - 5 ori (5 km, staffetta a Vysoké Tatry 1970; 5 km, 10 km, staffetta a Falun 1974)
  - 3 argenti (20 km a Lahti 1978; 20 km a Lake Placid/Falun 1980; staffetta a Oslo 1982)
  - 2 bronzi (10 km a Vysoké Tatry 1970; staffetta a Lahti 1978)

### Campionati sovietici
- 39 ori (tra il 1969 e il 1981)[1]

## Riconoscimenti
Per i risultati ottenuti in carriera le vennero conferiti l'Ordine di Lenin e l'Ordine del Distintivo d'Onore. Le venne conferita anche la medaglia d'argento dell'Ordine olimpico nel 1983 dal presidente del CIO Juan Antonio Samaranch.